# Lista de governadores da Flórida
O estado da Flórida foi admitido na União em 3 de Março de 1845.

## Lista de governadores da Flórida
| #  | Nome                           | Início do mandato | Fim do mandato | Filiação partidária |
| 1  | William D. Moseley             | 1845              | 1849           | Democrata           |
| 2  | Thomas Brown                   | 1849              | 1853           | Whig                |
| 3  | James E. Broome                | 1853              | 1857           | Democrata           |
| 4  | Madison S. Perry               | 1857              | 1861           | Democrata           |
| 5  | John Milton                    | 1861              | 1865           | Democrata           |
| 6  | Abraham K. Allison             | 1865              | 1865           | Democrata           |
| 7  | William Marvin                 | 1865              | 1865           | Independente        |
| 8  | David S. Walker                | 1865              | 1868           | Conservador         |
| 9  | Harrison Reed                  | 1868              | 1873           | Republicano         |
| 10 | Ossian B. Hart                 | 1873              | 1874           | Republicano         |
| 11 | Marcellus L. Sterns            | 1874              | 1877           | Republicano         |
| 12 | George F. Drew                 | 1877              | 1881           | Democrata           |
| 13 | William D. Bloxham             | 1881              | 1885           | Democrata           |
| 14 | Edward A. Perry                | 1885              | 1889           | Democrata           |
| 15 | Francis P. Fleming             | 1889              | 1893           | Democrata           |
| 16 | Henry L. Mitchell              | 1893              | 1897           | Democrata           |
| 17 | William D. Bloxham             | 1897              | 1901           | Democrata           |
| 18 | William S. Jennings            | 1901              | 1905           | Democrata           |
| 19 | Napoleon B. Broward            | 1905              | 1909           | Democrata           |
| 20 | Albert W. Gilchrist            | 1909              | 1913           | Democrata           |
| 21 | Park Trammell                  | 1913              | 1917           | Democrata           |
| 22 | Sidney J. Catts                | 1917              | 1921           | Proibicionista      |
| 23 | Cary A. Hardee                 | 1921              | 1925           | Democrata           |
| 24 | John W. Martin                 | 1925              | 1929           | Democrata           |
| 25 | Doyle E. Carlton               | 1929              | 1933           | Democrata           |
| 26 | David Sholtz                   | 1933              | 1937           | Democrata           |
| 27 | Fred P. Cone                   | 1937              | 1941           | Democrata           |
| 28 | Spessard L. Holland            | 1941              | 1945           | Democrata           |
| 29 | Millard F. Caldwell            | 1945              | 1949           | Democrata           |
| 30 | Fuller Warren                  | 1949              | 1953           | Democrata           |
| 31 | Daniel T. McCarty              | 1953              | 1953           | Democrata           |
| 32 | Charley E. Johns               | 1953              | 1955           | Democrata           |
| 33 | T. LeRoy Collins               | 1955              | 1961           | Democrata           |
| 34 | C. Farris Bryant               | 1961              | 1965           | Democrata           |
| 35 | W. Haydon Burns                | 1965              | 1967           | Democrata           |
| 36 | Claude R. Kirk, Jr.            | 1967              | 1971           | Republicano         |
| 37 | Reubin O'D. Askew              | 1971              | 1979           | Democrata           |
| 38 | D. Robert Graham               | 1979              | 1987           | Democrata           |
| 39 | J. Wayne Mixon                 | 1987              | 1987           | Democrata           |
| 40 | Robert Martinez                | 1987              | 1991           | Republicano         |
| 41 | Lawton M. Chiles, Jr.          | 1991              | 1998           | Democrata           |
| 42 | Kenneth H. "Buddy" MacKay, Jr. | 1998              | 1999           | Democrata           |
| 43 | John E. "Jeb" Bush             | 1999              | 2007           | Republicano         |
| 44 | Charlie Crist                  | 2007              | 2011           | Republicano         |
| 45 | Rick Scott                     | 2011              | 2019           | Republicano         |
| 46 | Ron DeSantis                   | 2019              | no cargo       | Republicano         |